# Поды (Запорожская область)
Поды (укр. Поди) — село,
Павловский сельский совет,
Вольнянский район,
Запорожская область,
Украина.
Код КОАТУУ — 2321586109. Население по переписи 2001 года составляло 83 человека.

## Географическое положение
Село Поды находится на расстоянии в 1,5 км от села Задорожное и 2 км от сёл Нововасилевка и Василевское.
По селу протекает пересыхающий ручей с запрудой.
Рядом проходит автомобильная дорога Н-15.

## История
- 1915 год — дата основания.

## Достопримечательности
- Братская могила советских воинов.